# Super Smash Land
Super Smash Land es un demake de Super Smash Bros. lanzado el 14 de septiembre de 2011, por Dan Fornace. El juego cuenta con seis personajes jugables y 11 etapas. El diseño visual del juego se parece a los gráficos de Game Boy y fue desarrollado con GameMaker 7.

## Jugabilidad
Super Smash Land es un luchador de plataformas con una jugabilidad similar a Super Smash Bros.. Hasta cuatro jugadores eligen uno de los seis personajes jugables, incluidos Mario, Link, Kirby, Pikachu , Vaporeon y Mega Man. El objetivo es luchar contra otros personajes y sacarlos del escenario para ganar. En lugar de golpear la barra de salud de los demás como en los juegos de lucha tradicionales, "Super Smash Land" hace que los jugadores golpeen el porcentaje de los demás. Cuanto mayor sea el porcentaje que reciba el jugador, mayor será la posibilidad de quedar eliminado y perder un punto. Hay muchos contenidos desbloqueables en el juego, incluidos personajes, escenarios y modos de juego.
El juego se controla usando el teclado. Hay modos de juego "Arcade", "Endless" y "Versus" donde los jugadores pueden luchar entre sí o luchar contra hordas de enemigos de IA. Hay 11 etapas en total, incluida una etapa del juego Tower of Heaven.

## Recepción
Adam Smith de Rock, Paper, Shotgun, en su reseña del juego, lo llamó "un homenaje fantástico" y un "juego divertido por derecho propio". JoyCon Gamers puntuó el juego 9.0 recomendando el juego y llamándolo un viaje por el camino de la memoria. Retro Gamer CD le da al juego una puntuación de 4 sobre 5 en su reseña, y califica al juego de "gráficos bien hechos" y una jugabilidad entretenida. Keith de FleshEatingZipper le dio al juego un 8/10 indicando que el juego es de la vieja escuela y nostálgico.

## Sucesor espiritual
Rivals of Aether es un sucesor espiritual de Super Smash Land, creado por el mismo desarrollador. Presenta muchos de los elementos de Super Smash Bros., incluidas las técnicas competitivas avanzadas que se ven en Super Smash Bros. Melee.